# Luzin-Maräne
Die Luzin-Maräne (Coregonus lucinensis) ist ein Süßwasserfisch aus der Unterfamilie Coregoninae. Sie kommt nur im Breiten Luzin in Mecklenburg-Vorpommern vor. Durch das Anlanden der Fische mit Stellnetzen aus großer Tiefe (ca. 50 m) geben diese ein quietschendes Geräusch von sich, da dann die Luft auf Grund der unterschiedlichen Druckverhältnisse aus der Schwimmblase entweicht. Deshalb werden die Fische von Einheimischen Luzin-Quietschbauch oder Quietschbükers genannt.

## Merkmale
Die Luzin-Maräne sieht den anderen Coregoninae durch ihre heringsartige Gestalt und ihre zahlreichen kleinen Rundschuppen mit Silberglanz sowie durch ihre Fettflosse ähnlich. Sie ist allerdings deutlich kleiner als der Durchschnitt der Gattung, denn die maximale Länge beträgt 160 mm. Außerdem ist sie vergleichsweise dickbauchig und hat verhältnismäßig große Augen.

## Verbreitung
Da sie nur im Breiten Luzin vorkommt, ist sie somit möglicherweise die einzige in Mecklenburg-Vorpommern endemische Wirbeltierart; allerdings könnte es sich bei der Schaalseemaräne (Coregonus holsatus) im Drewitzer See ebenfalls um einen, wenn auch allochthonen, Endemiten handeln.

## Lebensweise
Normalerweise hält sich die Luzin-Maräne in tieferen Wasserregionen zwischen 20 und 58 m Tiefe auf, was auch ihre geringe Größe und ihre großen Augen erklärt. In flachere Gewässerabschnitte wandert sie nur zur Fortpflanzung. Ihre Laichzeit liegt zwischen April und Juli. Hauptsächlich ernährt sie sich von der Schwebegarnele (Mysis relicta).

## Gefährdung und Nutzung
Die Luzin-Maräne wird fischereilich nicht speziell genutzt. Aufgrund ihres geringen Verbreitungsgebietes steht sie auf der Roten Liste der IUCN als „Vulnerable (VU)“.